# Leptocera kovacsi
Leptocera kovacsi är en tvåvingeart som beskrevs av Oswald Duda 1925. Leptocera kovacsi ingår i släktet Leptocera och familjen hoppflugor.
Artens utbredningsområde är Etiopien. Inga underarter finns listade i Catalogue of Life.